# 老楞佐·蒙森沃·帕辛亞
老楞佐·蒙森沃·帕辛亞（法語：Laurent Monsengwo Pasinya；1939年10月7日—2021年7月11日），是前剛果民主共和國籍天主教司鐸級樞機及金沙薩總教區榮休總主教。

## 生平
老楞佐於1939年10月7日在剛果民主共和國Mongobele出生。及後，他被送往在羅馬的宗座傳信大學和宗座聖經學院學習。他還在耶路撒冷的宗座聖經學院就讀，並在那裡獲頒研究《聖經》的博士學位。他是第一個獲得這個博士學位的非洲人。他於1963年12月21日在伊農戈教區晉鐸。他晉鐸之後擔任牧靈工作，並在金沙薩的神學院擔任教員數年。他曾於1976年至1980年擔任剛果主教團秘書長。
他於1980年5月4日晉牧，並獲教宗若望·保祿二世任命為伊農戈教區輔理主教，領普羅孔蘇拉里的阿誇諾瓦領銜教區主教銜。他於1991年獲任命為基桑加尼總教區輔理主教。1988年9月1日，他升任為基桑加尼總教區總主教。
由於Frédéric Etsou-Nzabi-Bamungwabi樞機於2007年1月6日離世，因此蒙森沃·帕辛亞於2008年2月2日接任為金沙薩總教區正權總主教。他曾在2007年至2010年擔任基督和平會聯合主席。教宗本篤十六世於2010年11月20日將他擢升為司鐸級樞機。
他於2010年12月獲任命為聖座教育部成員、2011年12月10日和29日分別獲委任為宗座文化理事會委員及宗座大眾傳播理事會委員。他於2012年3月5日獲委任為聖座萬民福音部成員。
2018年11月1日，教宗方濟各接受他辭去金沙薩總教區總主教，該職由弗里多蘭·昂邦戈·貝桑居接任。
2021年7月11日，他於法國凡爾賽接受醫療照顧時過世。